# Per Lennart Håkanson
Per Lennart Håkanson, vanligen kallad P.L. Håkanson, född 14 januari 1876 i Felestads församling, Malmöhus län, död 14 februari 1956 i Kristianstad, var en svensk arkitekt.
Lennart Håkanson var son till Jöns Håkanson och hans hustru Pernilla. Håkanson genomgick teknisk yrkesskola 1896–1898 och Kungliga Tekniska högskolan 1899–1901. Han var anställd på arkitektkontor i Malmö och Stockholm 1901–1903, i Chicago och New York 1903–1905, praktiserande arkitekt i Halmstad 1906–1910 och stadsarkitekt i Kristianstad 1911–1941.
1902 vann han, 26 år gammal, tävlingen om ett nytt stadshotell i Piteå, framför bland andra Carl Bergsten, Erik Hahr och Ernst Torulf. Segern kan tillskrivas den goda plandispositionen. I det slutliga utförandet, då byggnaden stod färdigt 1906, hade fasaderna i mycket anpassats till Hahrs och Torulfs mjuka jugendbarock.
Håkanson utförde ritningar till bland annat länslasaretten i Halmstad, Kristianstad, Ängelholm, Hässleholm och Simrishamn, kvinnokliniken och modernisering av kirurgiska avdelningen vid centrallasarettet i Kristianstad samt bland annat ålderdomshem, tekniska skolan, konserthuset och saluhall där. I Halmstad ritade han bland annat Tullhuset i Halmstad 1911 och Industriutställningen 1912. Han står bakom slakthuset i Karlskrona.

## Bildgalleri

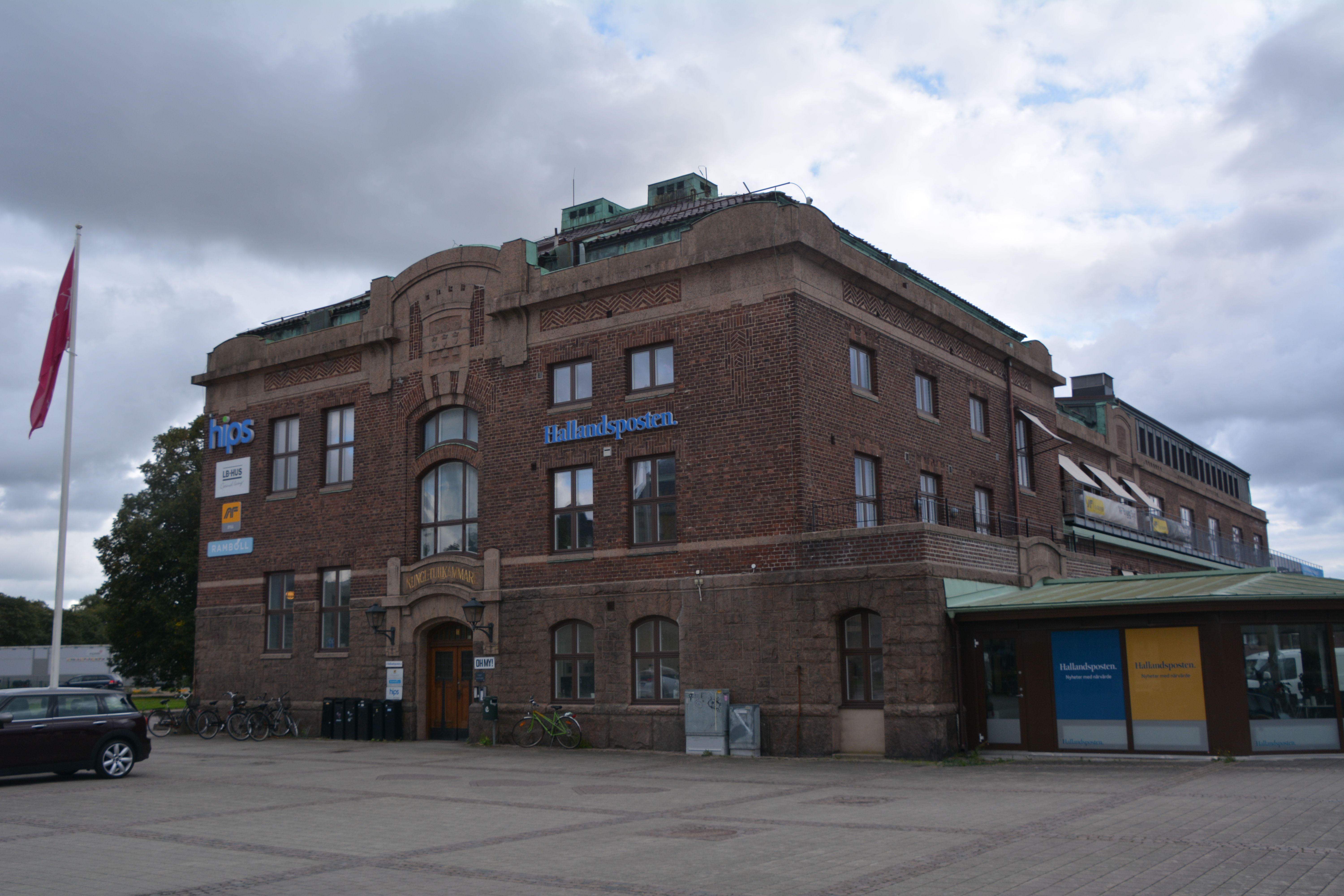
Tullhuset i Halmstad
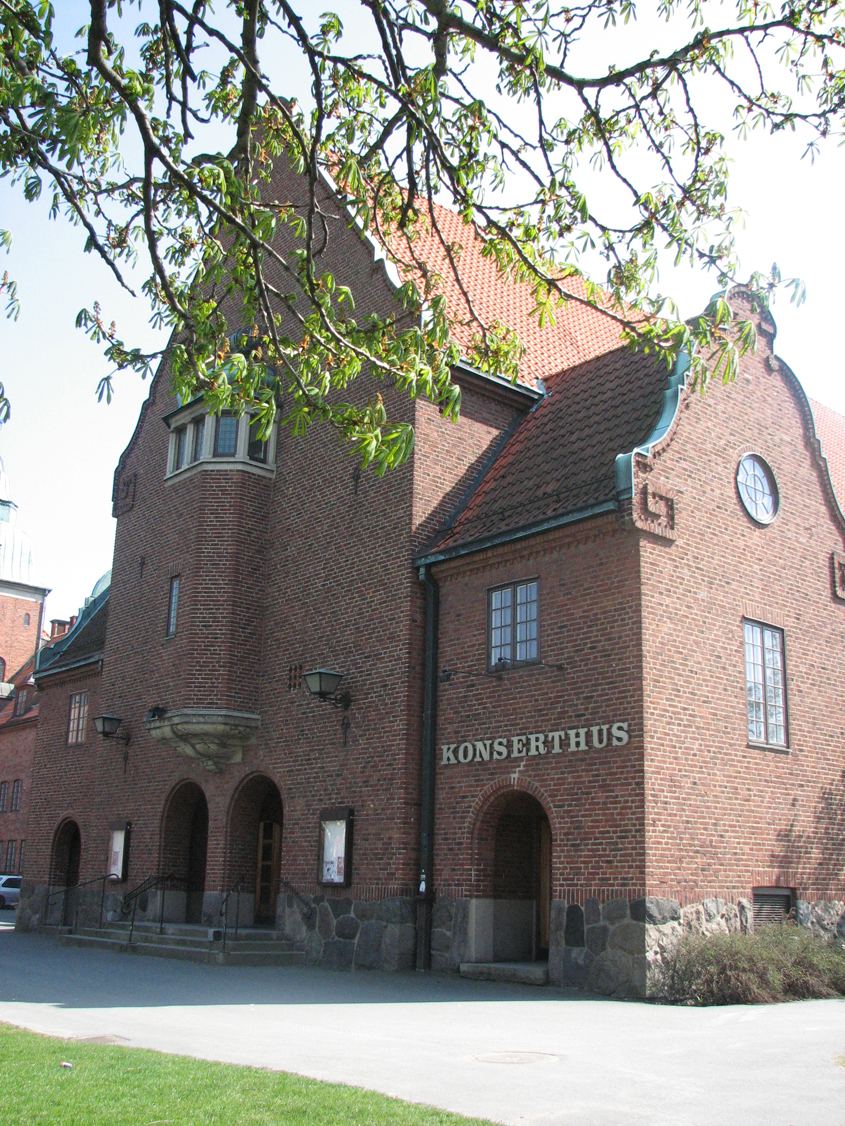
Tillbyggnad Tekniska skolan (idag Konserthuset Kristianstad)
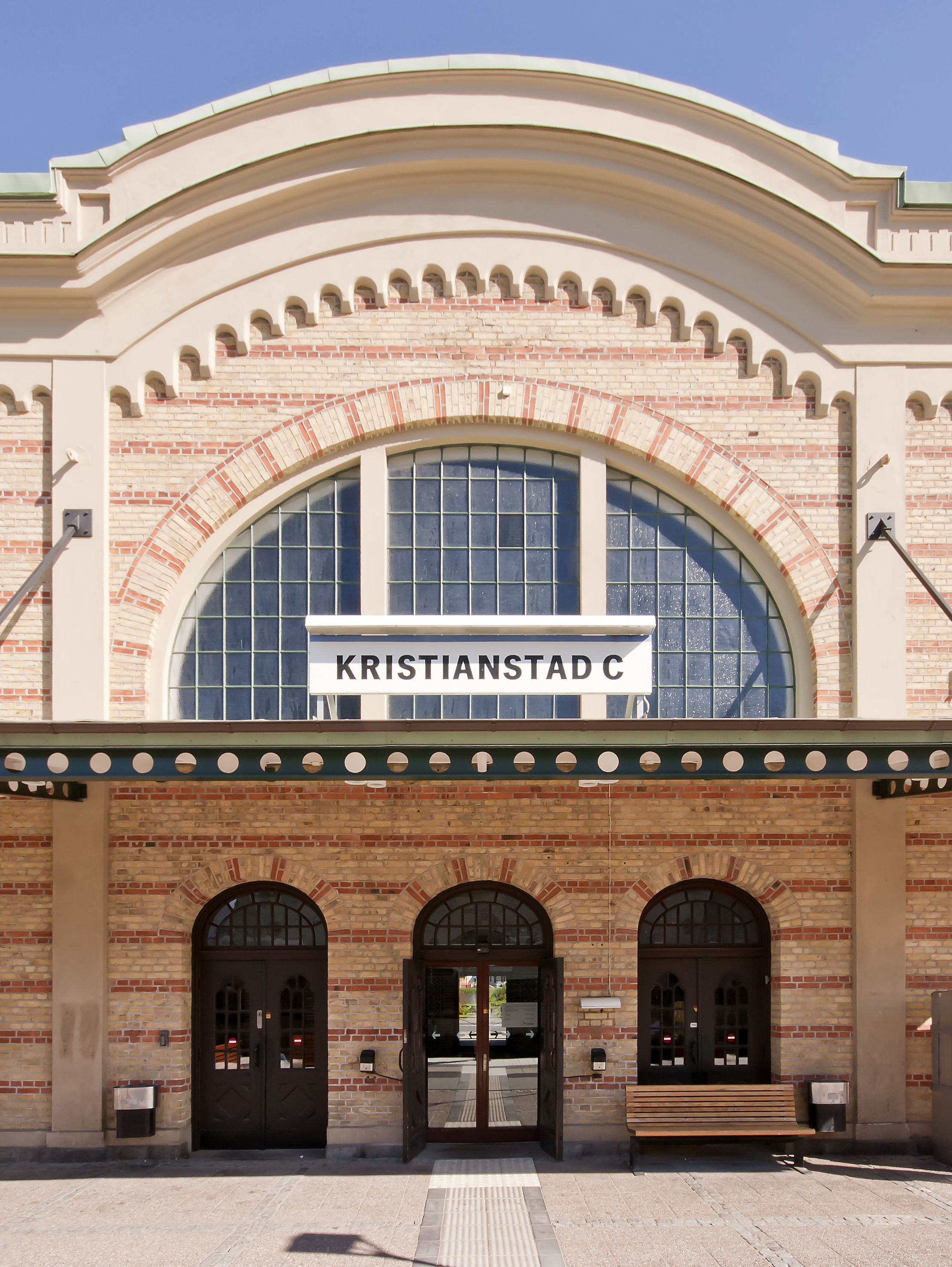
Ombyggnad Kristianstads centralstation
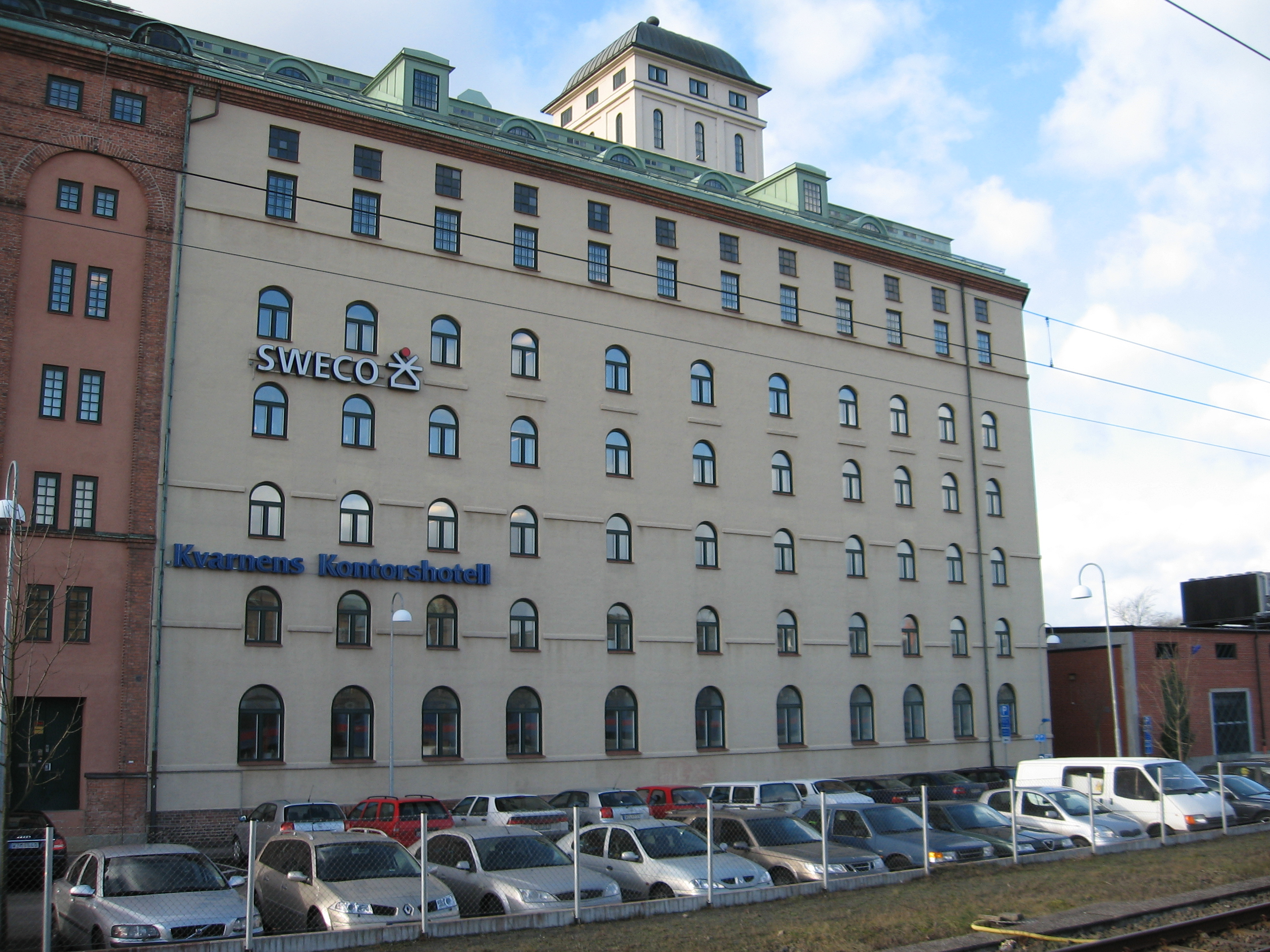
Mårten Pehrsons Valsqvarn
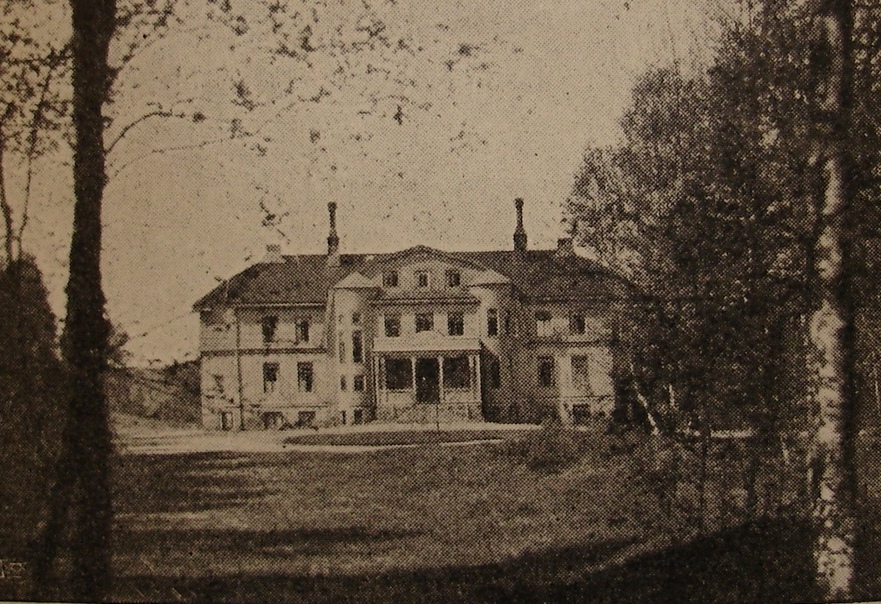
Sundsholms sanatorium